# Toshi
Dejama Tosimicu (出山利三; Hepburn: Toshimitsu Deyama; Tatejama, 1965. október 10.–), ismert művésznevén Toshi (Toshl formában stilizálva), japán énekes-dalszerző, az X Japan heavy metal együttes egyik alapító tagja. Az együttes 1997-es feloszlását követően 1998 és 2010 között szólóban énekelt, illetve 2008 és 2010 között a T-Earth nevű együttessel lépett fel. Összesen 14 szóló nagylemeze és számtalan kislemeze jelent meg, az Oricon slágerlistáján a legmagasabb helyezést a Made in Heaven című kislemeze érte el 1992-ben: második helyezett volt. 2007 óta az újraalakult X Japan tagja. 2016 óta a Fuji Games játékfejlesztő vállalat zenei producere. Japánban a Rjúgentosi (龍玄とし; Hepburn: Ryūgentoshi) művésznevet is használja.

## Élete és pályafutása

### A kezdetek és az X Japan

Az X 1989-ben, nagykiadós debütálásuk idején, jellegzetes visual kei sminkben és frizurával. Balról jobbra: Toshi, Pata, Yoshiki, hide és Taiji

1977-ben Toshi óvodáskori jó barátjával, Yoshikivel, akivel közösen hallgatták a Kiss zenéjét, elhatározták, hogy együttest alapítanak, Dynamite néven. 1978-ban Noise-ra változtatták a nevüket. Toshi eleinte gitározott, amikor az együttesük énekese kilépett, mert másik középiskolába vették fel, Toshi lett az énekes. Feldolgozásokat gyakoroltak, fellépniük azonban nem nagyon volt hol. 1982-ben a Noise feloszlott, Yoshiki és Toshi pedig X néven alapított új együttest. Átmenetileg akarták használni a nevet, azonban végül rajtuk maradt. Yoshikivel Tokióba költöztek 1985-ben, ahol gyakori zenészcserék mellett kis klubokban léptek fel. Egy műfajba nem sorolható zenéjük, furcsa külsejük és bizarr fellépéseik miatt hamar hírnévre tettek szert az underground klubokban, és telt házas koncerteket tartottak 200-250 fővel, ami akkoriban ritkaságnak számított.
Első nagylemezük, a Vanishing Vision 1988-ban jelent meg a Yoshiki által alapított Extasy Recordsnál. Hamarosan rendkívül ismertek lettek, úgy lettek népszerűek, hogy független kiadónál voltak, és nekik tulajdonítják a visual kei stílus létrejöttét is. A Blue Blood albumuk, mely első nagykiadós lemezük volt, 1989. április 21-én jelent meg, 6. helyen debütált az Oriconon és 108 hétig szerepelt rajta. 1990-ben az együttes elnyerte a Japan Gold Disc Award legjobb új előadójának járó díjat. 1991-ben megjelent Jealousy című lemezükből több mint egymillió példány fogyott. 1993-ban az együttes csak néhány koncertet adott, a tagok mindannyian szólókarrierjükre koncentráltak.

### Szólókarrier, Home of Heart és az X Japan feloszlása

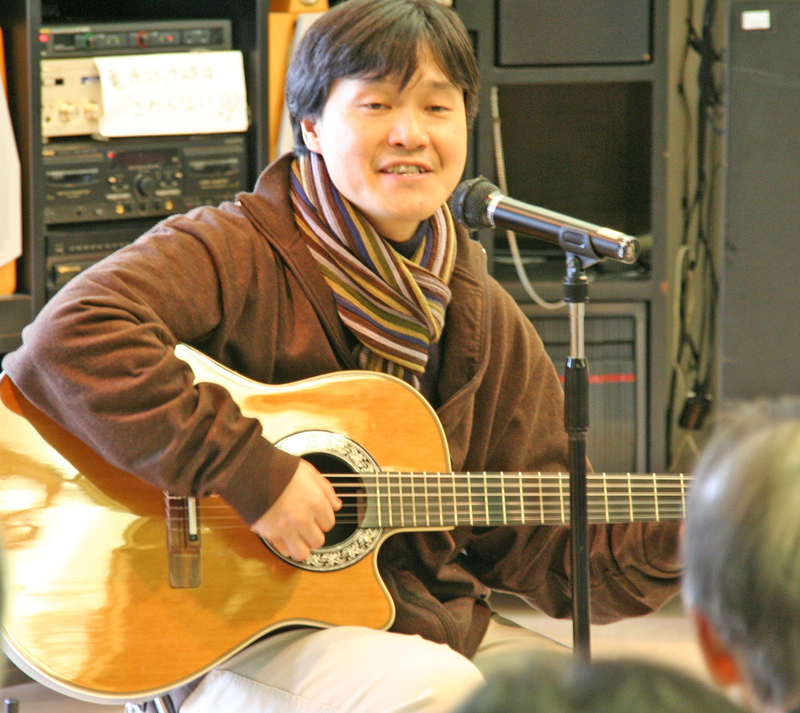
Toshi 2005-ben szólókoncerten

Toshi szólókarrierje 1992-ben kezdődött, a BMG Victor kiadásában jelent meg szólólemeze Made in Heaven címmel, mely harmadik helyezett volt az Oriconon. Legidősebb bátyja lett a menedzsere, azonban több incidenst követően kénytelen volt elbocsátani a testvérét. Új menedzsere, aki az X Japannel is kapcsolatban állt, mindkét helyről sikkasztott, így szintén el kellett bocsátani. Az 1990-es években kezdett el dolgozni Roger Love énektanárral, akivel azóta is együtt dolgozik.
1993-ban Toshi a Hamlet, dán királyfi musicalváltozatában játszott címszereplőként, itt ismerkedett meg Moritani Kaorival, akit négy évvel később, 1997-ben feleségül vett. Az asszony nagy szerepet játszott abban, hogy Toshi elkezdett kiábrándulni a rocksztáréletből, és önmaga akart lenni. Házasságkötése évében, felesége révén ismerkedett meg Kurabucsi Tóruval (倉渕透), avagy Masayával, a Home of Heart nevű szervezet vezetőjével. Toshit megérintette Masaya „gyógyító zenéje”, és barátok lettek. Felesége, Masayával való kapcsolata és a Home of Heartba való bekerülése miatt gyakran veszekedett testvérével, aki 1995-ben lett a menedzsere.
1997. szeptember 22-én bejelentették, hogy Toshi kilép az X Japanből, ami az együttes feloszlásával járt. Utolsó koncertjüket december 31-én adták a Tokyo Dome-ban. 1998-ban a Súkan Gendai magazinban megjelent cikkek szerint a Home of Heart „agymosta” az énekest. Toshi később az önéletrajzi könyvében elismerte, hogy valóban ez történt, akkoriban azonban tagadta, és azt nyilatkozta, hogy már jóval korábban ki akart lépni az együttesből, mert a rocksztár életmód nem tudta „érzelmileg kielégíteni”. Más médiumok is foglalkoztak a történettel, aminek következtében Toshi és Masaya több interjút is kénytelen volt adni, ahol Toshi bátyját, akkori menedzserét hibáztatták az agymosós történet kitalálásával. Amikor telefonbeszélgetések szövege is nyilvánosságra került, Toshi házában és a Home of Heart irodájában lehallgató-készülékeket találtak.
1998 októberében a Toshi menedzsmentjét ellátó céget átvette Masaya és Kaori, ami a BMG-vel kötött szerződésének megszegését jelentette. Távozni kényszerült a kiadótól és nagyobb összeget kellett fizetnie nekik. Ettől kezdve Toshi dalait Masaya írta és a Home of Heart kiadója, a Healing World adta ki. Sűrűn koncertezett, egész Japánt bejárta, kisebb közönség előtt adott akusztikus koncerteket. 2007-ig mintegy 3000 fellépése volt. 2004 áprilisában Kitó Maszaki, vallásos szektákra specializálódott ügyvéd gyermekbántalmazással vádolta meg a Home of Heartot. Toshi és a menedzsmentje is érintett volt a perben; majd nyilatkozatait követően Kitó becsületsértés miatt beperelte Toshit, amire válaszul Toshi is pert indított az ügyvéd ellen. Toshit nem találták bűnösnek a gyermekbántalmazás ügyében, érintettségének gyanúja sem merült fel.

### 2007–2010: Az X Japan újraegyesülése, T-Earth, válás

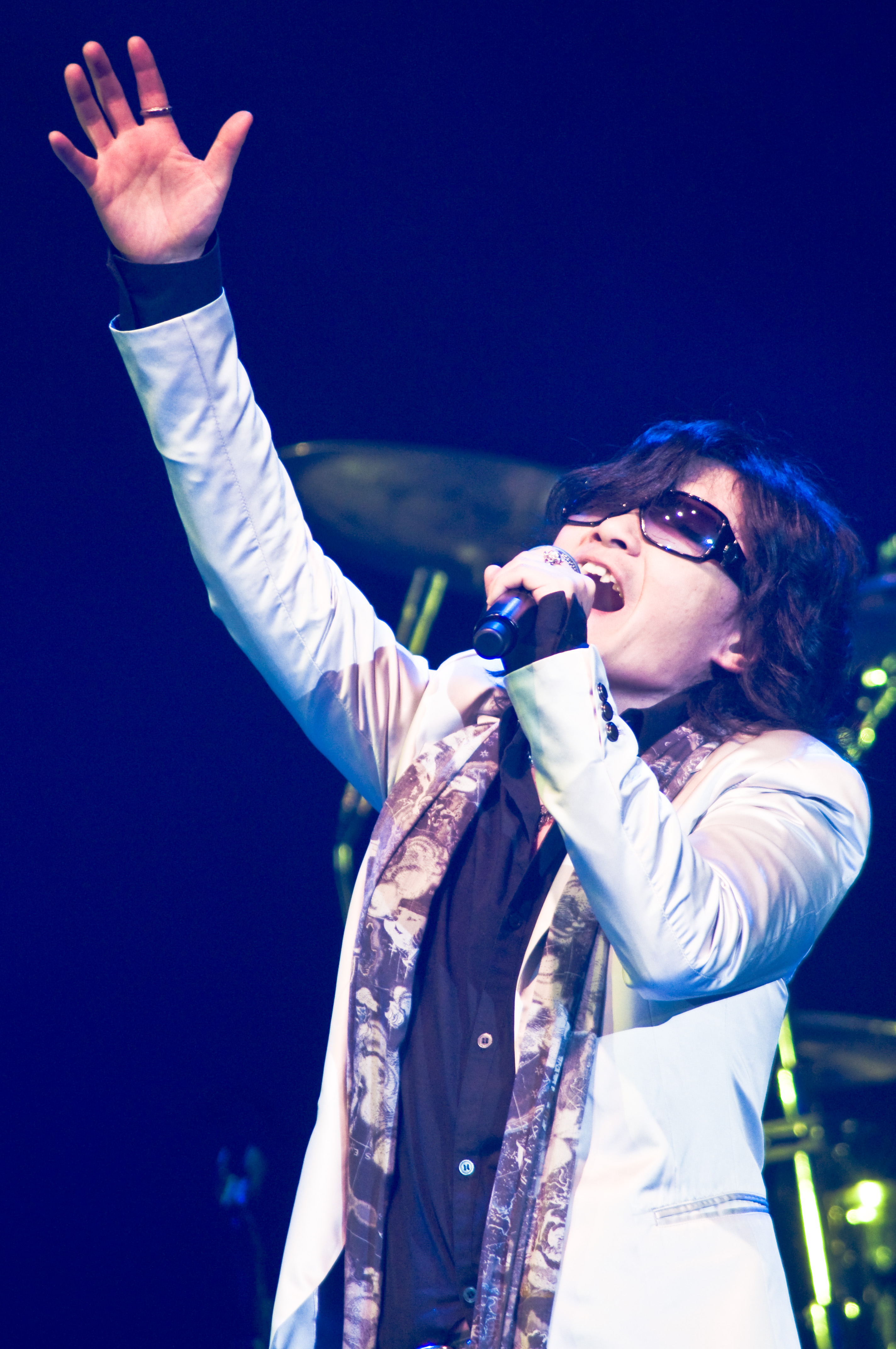
Toshi a T-Earth-szel 2008-ban, Brazíliában

A Sports Nippon újságban megjelent cikk szerint Toshi 2006 novemberében kereste fel Yoshikit Los Angelesben, ahol együtt dolgoztak a Without You című, az X Japan elhunyt gitárosa, hide emlékének szentelt dalon. Toshi az önéletrajzi könyvében, majd a We Are X című dokumentumfilmben is azt vallotta, hogy eredetileg a Home of Heart szekta vezetőjének akaratából kereste fel Yoshikit, hogy próbálják meg újraegyesíteni az X Japant, mert a szektának pénzre volt szüksége; később azonban a Yoshikivel való együtt zenélés közben a feltörő emlékek és érzések hatására sikerült kitörnie a szekta hatása alól és önszántából akarni az újraalakulást. 2007. március 21-én Toshi a weboldalán bejelentette, hogy újra együtt dolgozik Yoshikivel egy új projekten. Ezt követően felröppent a pletyka, hogy az X Japan újraegyesülhet, hogy Yoshiki turnét szeretne és Patával, valamint Heath-szel tárgyal ez ügyben. 10 év után először, 2007. október 22-én jelentek meg együtt az X Japan tagjai Tokióban, hogy videóklipet forgassanak az I.V. című új dalukhoz.
Az X Japan újraegyesítése mellett Toshi újabb szólótevékenységbe is kezdett. 2008. június 11-én Toshi with T-Earth néven alakult új együttese, ahol a Phantasmagoria gitárosa, Jun, a Charlotte gitárosa, Touya és basszusgitárosa, Ruka voltak a társai. Élő fellépéseiken a La'cryma Christi dobosa, Levin, és a Luna Sea dobosa, Shinya kísérte őket. Első albumuk, az Earth Spirit augusztus 8-án jelent meg, második lemezük, a Haruka naru toki o koete (遥かなる時をこえて) pedig november 26-án. Októberben Chilében és Brazíliában koncerteztek.
2009 áprilisában az együttes felállása teljesen megváltozott, a 13 éves Riku lett a dobos, majd csatlakozott a 18 éves Ryo gitárosként, és a 24 éves Kain basszusgitárosként. Augusztus 13-án ebben a felállásban adták ki Hontó no ai  (本当の愛) című lemezüket, és annak angol nyelvű verzióját Truth címmel.
2010. január 18-án Toshi beperelte a Home of Heartot, azzal vádolva a szervezetet, hogy a megelőző 12 évben minden bevételétől megfosztották, ami miatt teljesen csődbe ment. Az énekes minden kapcsolatot megszakított a szervezettel és Masayával. Feleségétől is elvált, akivel saját bevallása szerint sosem éltek valódi házaséletet, mert Moritani a megelőző évtizedben Masayával élt együtt.

### 2010–: Szólóban és az X Japannel

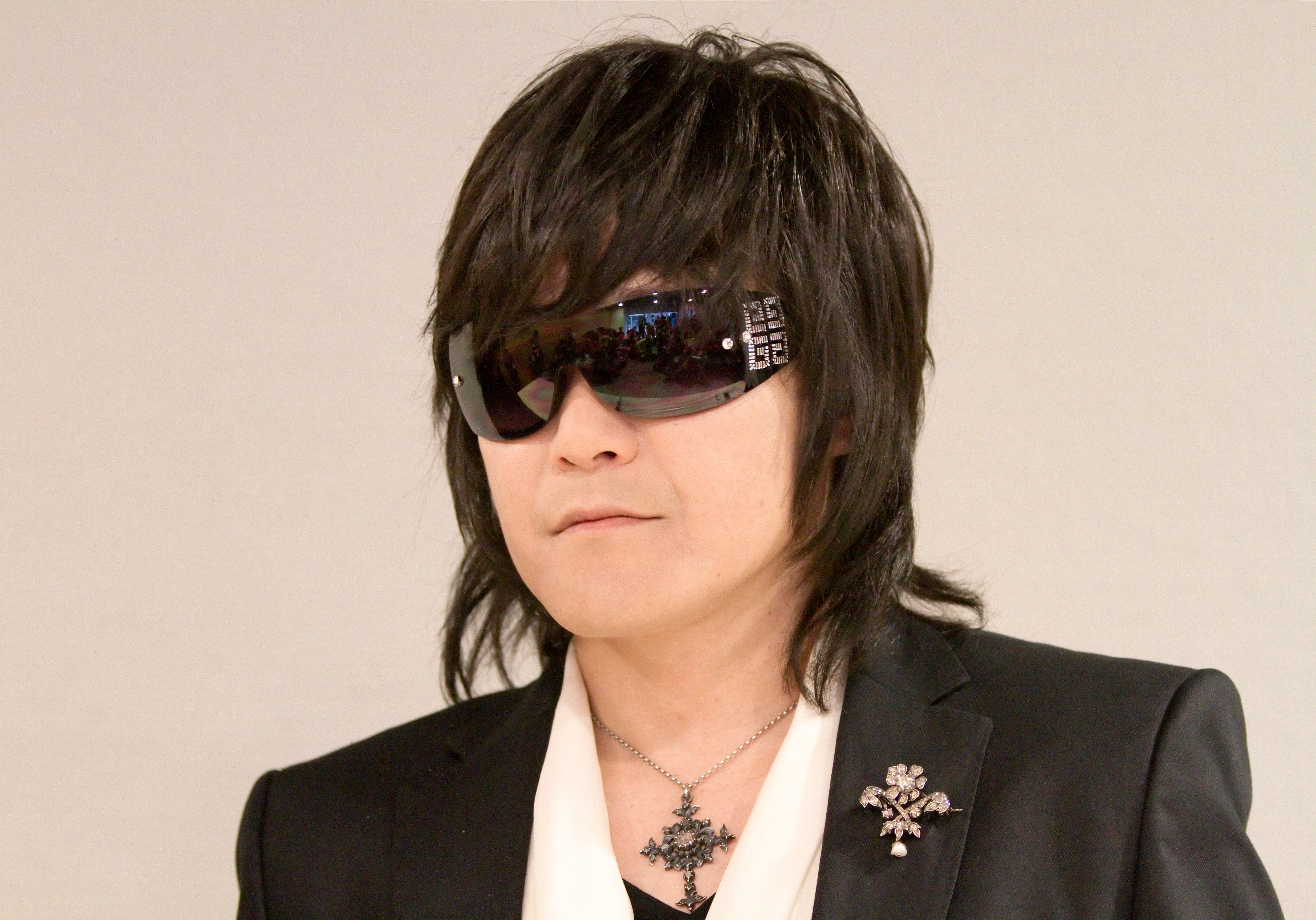
Toshi 2010-ben

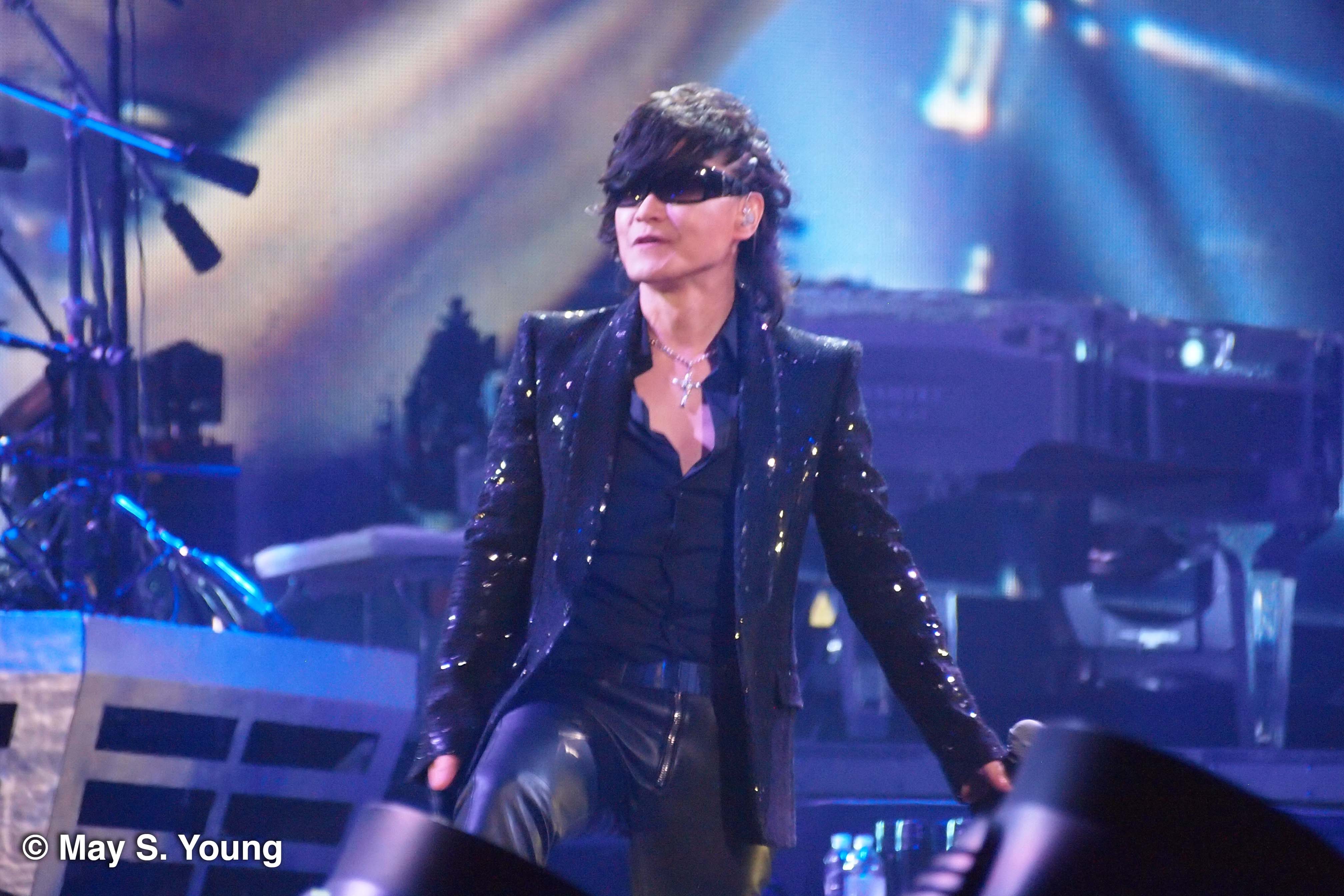
Toshi 2014-ben a Madison Square Gardenben az X Japannel

Az X Japan újraalakulása óta Toshi aktívan az együttes tagja. Emellett azonban folytatta a szólótevékenységét is, 2010 februárjában minialbuma jelent meg Samurai Japan címmel. 2010 óta a művésznevét ToshI formában írja, feltehetően mert a Home of Heart birtokában van előző művésznevének tulajdonjoga.
November 22-én Toshi bejelentette, hogy ToshI feat. Yoshiki néven 2011 januárjában új projektet indítanak, melynek keretében új dalokat is bemutatnak. A 2011-es tóhokui földrengés és cunamit követően Toshi nyolc koncertet adott országszerte, akusztikus felállásban, Heath, a Luna Sea dobosa, Shinya és a Kanazavai Filharmonikus Zenekar részvételével. A bevételt teljes egészében a Japán Vöröskereszt kapta. Június 22-én két dala jelent meg digitálisan, a Hosizora no Neptune és a Haru no negai. Július 4-én Yoshiki és Toshi a párizsi Japan Expón lépett fel. 2011 szeptemberében bejelentették, hogy Toshi az európai Bishi Bishi kiadóhoz szerződött.
2013. március 27-én Cherry Blossom címmel jelent meg nagylemeze, melyet június 12-én a Crystal Rock Chapter 1-3 követett. 2014. július 23-án megjelent önéletrajzi könyve, a Szennó: Dzsigoku no 12-nen kara no szeikan (洗脳 ～地獄の12年からの生還～; Hepburn: Sennō ~Jigoku no 12-nen Kara no Seikan~), melyben elmeséli az X Japanből történt kilépését, az „agymosást”, amin a Home of Heartban ment keresztül, az együttes újraalapítását és az anyagi csődjét is. Augusztus 25-én a Zepp DiverCityben adott koncertet, ahol egy ideiglenes felállásban Kei (baroque), Yuu (Merry), Akinori (lynch.) és Shinya (Dir en grey) kísérték.
2015-ben Toshi a Sukekiyo együttes Vitium című minialbumán működött közre a Ameagari no júsi (雨上がりの優詩; Hepburn: Ameagari no Yūshi) című dalban. 2016-ban az énekes a Fuji TV-hez tartozó Fuji Games zenei producere lett. 2017-ben a vállalat okostelefonra tervezett Ordinal Strata című videójátékához komponált dalt Crystal Memories címmel. Ugyanebben az évben közreműködött Sugizo Oneness M című lemezén a Phoenix: Hinotori című dalban.
2018 januárjában a Maskmen című televíziós sorozathoz vett fel dalt Masquerade címmel. Május 14-én közreműködött AK-69 Brave című kislemezén. Szeptember 3-án jelent meg könyve Sweets Memory, Gâteau Chocolate (スイーツメモリー ガトーショコラ ダァ; Hepburn: Suītsu memorī gatō shokorada) címmel. Szeptemberben bejelentették, hogy Toshl szólóénekesként a Universal Music Grouphoz szerződött, ahol novemberben egy coveralbuma jelent meg Im a Singer (sic!) címmel.

## Diszkográfia

### Toshl néven
Stúdióalbumok
- Cherry Blossom (2013)
- Crystal Rock Chapter 1-3 (2013)
- Crystal Rock Chapter 1-3 English Ver. (2013)
- Im a Singer (2018); Billboard Japan/Oricon: #4[43][44]
- Im a Singer vol. 2. (2019); Oricon: #8[45]
- Im a Singer vol. 3. (2022)

Minialbumok
- Szamurai Japan (武士JAPAN?) (2010)
- Live Szamurai Japan (Live武士JAPAN?) (2011)
- Samurai Japan English Ver. (2012)

Kislemezek
- Otoko no Pride (2010, csak rajongó klubtagoknak)
- Crystal Piano no kimi (クリスタルピアノのキミ?) (2011, ToshI feat. Yoshiki, CD és DVD)
- Hosizora no Neptune (星空のネプチューン?) (2011, digitális)
- Haru no negai (春の願い?) (2011, digitális)
- Haru no negai/I'll Be Your Love (2011, ToshI feat. Yoshiki, csak koncerten volt kapható)
- Kokoro no naka va icumo red (こころの中はいつもRED?) (2011, csak rajongó klubtagoknak)
- Love is Maria (2013)
- Mirai o Eye siteru (未来をＥＹＥしてる?) (2014)
- Gundzsó no júgure (群青の夕紅れ?) (2015)
- Be All Right (2020)

DVD-k
- ToshI feat. Yoshiki Special Concert Luxury Box Set (2011, ToshI feat. Yoshiki, 4 DVD és CD)
- Live Samurai Japan Special DVD Box (2012, 4 DVD és CD)
- Live Crystal Rock (2015, DVD)
- Ma nacunojo Toshl rokku macuri (魔夏の夜Toshlロック祭り?) (2016, DVD)

### Toshi néven
Stúdióalbumok
- Made in Heaven (1992), Oricon-helyezés: #3[46]
- Mission (1994) #3[46]
- Grace (1995) #5[46]
- Aoi hosi no tabibito (蒼い宇宙の旅人?) (1997) #15[46]
- Canary (1998, ft. Hakasze Taró) #36[46]
- Toward the Way: Aratanaru micsi e (Toward the way ～新たなる道へ～?) (1999)
- Utatabi: Ucukusi macsi e (詩旅〜美しき町へ?) (2004)
- Earth Spirit (2008, Toshi with T-Earth) #300[46]
- Haruka naru toki o koete (遥かなる時をこえて?) (2008, Toshi with T-Earth)
- Hontó no ai (本当の愛?) (2009, Toshi with T-Earth)
- Truth (2009, Toshi with T-Earth, angol nyelven)

Kislemezek és minialbumok
- Made in Heaven (1992) #2[47]
- Looming: Tasikametai (Looming 〜確かめたい〜?) (1993; ft. Night Hawks) #12[47]
- Paradise (1993; a Night Hawks-szal) #5[47]
- Always: Cutaetai (Always 〜伝えたい〜?) (1993; ft. Night Hawks) #9[47]
- My Treasure (1993) #13[47]
- Bless You (1994) #10[48]
- Naite iru no va (泣いているのは?) (1997; ft. Night Hawks)
- Szajonara no kiszecu ni... (さよならの季節に…?) (1994) #21[47]
- Asphalt Jungle (1995) #14[47]
- Morning Glory (1996) #22[47]
- Hosi no butókai (星の舞踏会?) (1997) #28[47]
- Hana: Inocsi no mebae (HANA 〜いのちの芽ばえ〜?) (1997) #65[47]
- Natural High (1997; ft. Hakasze Taró)
- Szajonara (さようなら?) (1998) #47[47]
- Kimi va inaika (君はいないか?) (1998) #35[47]
- Ai no uta vo utaitai (愛の詩をうたいたい?) (1999)
- Beautiful Love Song (1999; az Ai no uta vo utaitai angol nyelvű változata)
- Inocsi (2000)
- Dzsibun: Daite jaritai (自分 〜抱いてやりたい〜?) (2001)
- Perfect Love (2002)
- Ame no naka no ano hi no boku (雨の中のあの日の僕?) (2004)
- Szekai ga hitocu de areba (Orchestra Version) (世界がひとつであれば (Orchestra Version)?) (2004)
- Szekai ga hitocu de areba (Acoustic Version) (世界がひとつであれば (Acoustic Version)?) (2004)
- Earth in the Dark: Aozora ni mukatte (EARTH IN THE DARK 〜青空に向かって〜?) (2008) #118[47]
- Szeiki: Dzsidai (世紀 〜JIDAI〜?) (2008)
- Beautiful World (2008)
- Pain (2009)
- Taiszecuna mono (大切なもの?) (2009)
- Ucukusii szora vo kudaszai (美しい空をください?) (2009)
- Icumademo (いつまでも?) (2009, ft. Wanku)
- Arigató no uta (ありがとうのうた?) (2009)
- Csikjú mada arimaszu ka (地球はまだありますか?) (2009, Toshi with T-Earth)

Duettalbumok
- Toshi Duet I: Eien ni tabi szuru koto (Toshi DUET I 〜永久に旅すること〜?) (2008, ft. Tierra és Moritani Kaori)
- Daicsi vo sizumete (大地をしずめて?) (2009, Toshi & Wanku)

Koncertalbumok
- Live is Best (1997)

Válogatáslemezek
- Single Selection: Sacrifice (1998) #90[46]
- Healing: Ai no uta vo utaitai (愛の詩をうたいたい?) (2008)
- Best I: Ai no uta vo utaitai (BEST I 〜愛の詩をうたいたい?) (2008)
- Best II: Perfect Love (2008)

Videomegjelenések
- Toshi – Prelude – Made in Heaven (1993)
- Grace Live (1995)
- Aoi hosi no tabibito (1997)
- Live Spring to Your Heart: Aoi hosi no tabibito (1997)
- Toshi with T-Earth 2Days Final Live in Tokyo (2008)
- Toshi with T-Earth Summer Live in Akasaka Blitz (2009)
- Toshi & Wanku Summer Live in Akasaka Blitz (2009)
- Toshi zensú (Toshi 全集?) (2010, CD és DVD)
- Toshi & Wanku Duet zensú (Toshi & Wanku Duet 全集?) (2010, CD és DVD)
- Toshi with T-Earth zensú (Toshi with T-Earth 全集?) (2010, CD és DVD)
- 2008 Toshi Collection (2010, CD és DVD)
- 2009 Toshi Collection (2010, CD és DVD)

### Egyéb közreműködések
- The Inner Gates (Baki, 1989, háttérvokál a Kingdom of Heaven és Flying című dalokban)
- Shake Hand (L.O.X, 1990, dalszöveg és vokál a Daydream és Tragedy of M című dalokban)
- Vitium (Sukekiyo, 2015, vokál az Ameagari no júsi című dalban)
- Oneness M (Sugizo, 2017, dalszöveg és vokál a Phoenix: Hinotori című dalban)
- Crystal Memories (2017, az Ordinal Strata című videójáték betétdala)
- Masquerade (マスカレイド, 2018, a Maskmen című sorozat betétdala)
- Brave (AK-69, 2018, kislemez)

## Fordítás
- Ez a szócikk részben vagy egészben  a   Toshi (musician) című angol Wikipédia-szócikk ezen változatának fordításán alapul.  Az eredeti cikk szerkesztőit annak laptörténete sorolja fel. Ez a jelzés csupán a megfogalmazás eredetét és a szerzői jogokat jelzi, nem szolgál a cikkben szereplő információk forrásmegjelöléseként.